# Sara Hebe
Sara Hebe Merino (ur. 9 lipca 1983 w Trelewie) – argentyńska raperka i autorka muzyki. Dominującym gatunkiem twórczości Sary Hebe jest rap, poza którym wykonuje także muzykę z pogranicza funku, punk rocka, reggaetonu czy cumbii. Tematyka utworów Sary Hebe kontentuje się wokół wolności słowa, feminizmu, obrony praw człowieka, kryzysów społecznych, a także sytuacji politycznej w Argentynie. Artystka samą siebie określa jako transfeministkę.

## Życiorys
Sara Hebe Merino urodziła się 9 lipca 1983 roku w argentyńskim Trelewie, w prowincji Chubut. Matka i babka wokalistki przekazały jej zamiłowanie do poezji, które w późniejszym czasie wpłynęło na kierunek rozwoju młodej Hebe. Od wczesnych etapów edukacji, artystka inspirowała się postawą i dorobkiem Hebe de Bonafini oraz Esteli de Carlotto:

Escucharlas te conmueve o no te conmueve. A mí me conmovió, me cambió la cabeza, me hizo pararme desde un lugar nuevo y desde ahí me puse a escribir, actuar, trabajar. Posicionada en ese lugar del sistema productivo e ideológico.

W 2001 roku Sara Hebe rozpoczęła w Buenos Aires studia prawnicze, z których ostatecznie zrezygnowała. Zaczęła udzielać się w klasach tańca i teatru: przez dwa lata kształciła się w tańcu hip-hop i dancehall u choreografki Marity Amendoli; ukończyła też warsztaty teatralne prowadzone przez Normana Briskiego. W 2007 roku zaczęła komponować pierwsze utwory, tworząc teksty i muzykę na podstawie beatów znalezionych w Internecie.
Pierwszy album wydała w 2009 roku, a jego tytuł, „La Hija del Loco”, nawiązywał do przydomku młodej Hebe używanego w Chubut
W styczniu 2010 roku została zaproszona przez „Free Culture Collective” ze Światowego Forum Społecznego w Porto Alegre, a w październiku tego samego roku kolektyw „Revolución de Caracas” w Wenezueli, zaprosił ją do reprezentowania Argentyny na piątym Międzynarodowym Szczycie Hip-Hopu.
Od początku swojej profesjonalnej działalności, Sara Hebe współpracuje z Ramiro Jotą, argentyńskim DJ i producentem muzycznym. Artystka występuje głównie w Ameryce Południowej i Środkowej, dwukrotnie odbyła trasę koncertową w Europie.
Sara Hebe jest lesbijką angażującą się poprzez swoją twórczość w obronę praw społeczności LGBT. Raperka była związana z Flor Linyerą, piosenkarką i klawiszowcem grupy „Kumbia Queers”.

## Dyskografia
- La hija del Loco (2009)
- Puentera (2012)
- Colectivo Vacío (2015)
- Sara Hebe (2017)
- Politicalpari (2019)
- Sucia Estrella (2022)